# Sempers brilvogel
Sempers brilvogel (Zosterops semperi) is een zangvogel uit de familie Zosteropidae (brilvogels). Deze vogel is genoemd naar de Duitse natuuronderzoeker Carl Semper (1832-1893) die het holotype had verzameld op Palau. 

## Verspreiding en leefgebied
Deze soort komt voor op eilanden in de Carolinen in Micronesië en telt drie ondersoorten:
- Z. s. semperi: Palau (westelijk Micronesië).
- Z. s. owstoni: Chuuk (centrale Carolinen, centraal Micronesië).
- Z. s. takatsukasai: Pohnpei (oostelijke Carolinen, centraal Micronesië).

## Status
De grootte van de populatie is niet gekwantificeerd maar de soort wordt omschreven als schaars tot algemeen. Op de Rode lijst van de IUCN heeft deze soort de status niet bedreigd.